# Kurt von Haugwitz
Kurt Ulrich Heinrich Graf von Haugwitz(–Hardenberg-Reventlow; seit 1885/6), Freiherr von Klein-Obisch, (* 24. Februar 1816 in Breslau, Provinz Schlesien; † 12. September 1888 in Schedlau, Landkreis Falkenberg O.S.) war ein deutscher Grundbesitzer, Verwaltungsbeamter und Parlamentarier.

## Leben

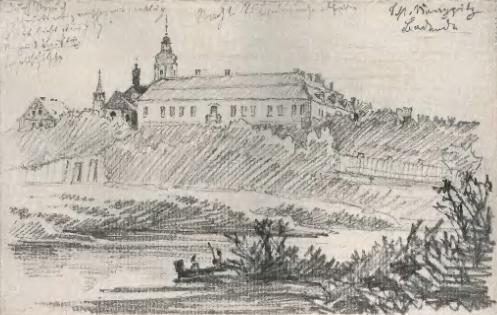
Schloss Krappitz

Kurt von Haugwitz wurde als Sohn des Kammerherrn, Landrats und Majoratsbesitzers Paul von Haugwitz geboren. Er besuchte das Gymnasium in Erlangen, die Ritterakademie Brandenburg und das Gymnasium in Glogau. Nach dem Abitur studierte er an Universitäten Bonn und Berlin Rechtswissenschaften. 1837 wurde er Mitglied des Corps Borussia Bonn. Von 1840 bis 1843 diente er als Leutnant im Regiment der Gardes du Corps. Als Grundbesitzer war er Deichhauptmann und von 1873 bis 1877 Landrat des Landkreises Oppeln. Von 1854 bis 1888 war von Haugwitz Mitglied des Preußischen Herrenhauses.

## Familie
Am 23. Februar 1843 heiratete er in Carolath Lucie Prinzessin von Schönaich-Carolath (1822–1903). Durch königlich dänische Resolution vom 1. Oktober 1885 wurde Kurt von Haugwitz in Anbetracht des Erbanspruchs seiner Frau auf die dänische Grafschaft Hardenberg-Reventlow (über ihre Großmutter Lucie von Hardenberg und ihre Mutter Adelheid von Carolath-Beuthen) für sich und seine Nachkommen unter dem Namen und gemehrten Wappen Haugwitz Hardenberg Reventlow in den dänischen Grafenstand aufgenommen. Aus der Ehe gingen folgende Kinder hervor:
- Heinrich[4] (1844–1927) ⚭ 1869 Fredine von Maubeuge (1849–1904)
- Adelheid (* 1845) ⚭ 1866 Erdmann Graf Pückler-Schedlau († 1888)
- Kurt (1847–1895), Kapitän zur See und Ober-Werftdirektor in Danzig, ⚭ Hedwig Gräfin Pappenheim (* 1855)
- Georg (1848–1897), Oberstleutnant, ⚭ 1889 Gabriele Schneider (* 1865)
- Eberhard (1850–1931) ⚭ 1883 Cathinka Gräfin zu Pappenheim (1859–1906)